# Quyên Ngo-Dinh-Phu
Quyên Ngo-Dinh-Phu, né le  28 décembre 1953 est un photographe de presse travaillant dans les secteurs de la presse magazine, de la mode, du sport, de la gastronomie, de l'architecture... Depuis 2007, il se tourne vers la photo de paysage et de création numérique. Il vit et travaille à Paimpol.
Né en 1953 à Neuilly-sur-Seine d'un père vietnamien et d'une mère française, il découvre la Bretagne à travers le roman de P. Loti : Pêcheurs d'Islande, il la découvrira réellement en 1974 et dès lors n'aura de cesse d'y revenir le plus souvent possible.
Après avoir passé 30 ans à Grenoble, il s'installe en 2007 à Paimpol (Côtes-d'Armor) et ouvre sa galerie photo.

## Parcours
Directeur et propriétaire de l'agence photo FRANCEDIAS.COM, agence photo spécialisée sur la France et distribuant les visuels d'une centaine de photographes français répartis sur toute la France et les Antilles.
Il a publié ses photos dans L’Express, Géo, Nouvel Observateur, Le Monde, Euréka, Maisons et Bois International, VSD, Alpes Loisirs, La Tribune, National Géographic, Figaro Magazine, Guides Gallimard, Guides Michelin...
Création de son atelier-galerie à Paimpol en 2007. 
Par le biais de sa galerie, il diffuse les photos issues de sa nouvelle approche photographique : le paysage et créations numériques.
2012 : création de sa maison d'édition : Le Coureur de grèves 
À partir de 2016, il retourne chaque année au Vietnam pour découvrir le pays de ses racines paternelles et pour y accompagner des voyageurs-photographes.  

## Expositions et festivals
- 2023 : Mars : La Halle, Paimpol (22), Talisman
- 2022 : Mai : galerie du coureur de grèves, Paimpol (22), Talisman
- 2022 : Avril : librairie Babelle, Plouha (22), Vietnam, le pays d'où je viens
- 2022 : Mars/avril : Espace Culturel Leclerc, Plérin (22), Paimpol, mon port d'attache
- 2021 :Octobre : Festival de la photo de voyage à Grand-Champ (56), Vietnam le pays d'où je viens
- 2019 : Novembre : Espace Culture centre Leclerc Plérin (Côtes-d'Armor) - Armor mi amor
- 2019 : Octobre/novembre : Espace Hermine Plouha (Côtes-d'Armor) invité par l'association Maen Glaz, Vietnam, le pays d'où je viens
- 2019 : Avril/mai/juin : Espace Culture centre Leclerc Plérin (Côtes-d'Armor) - Vietnam, le pays d'où je viens
- 2017 : sept. : à travers l'association du Café-Photo du Trégor-Goëlo qu'il a fondé et qu'il préside, il est à l'origine du 1er festival photo de Paimpol :

"Rencontres photographiques en Pays de Paimpol autour de Pierre Loti. 
- 2016 : mai : Pléneuf-Val-André (Côtes-d'Armor) - Couleurs armoricaines
- 2016 : février : Festimages Nature à Laval (Mayenne) - Couleurs marines
- 2015 :
  - mai : exposition "Embruns" à la galerie du Phare, Bourges (Cher)
  - mai : exposition "Couleurs marines" à Pléneuf-Val-André (Côtes-d'Armor)
- 2014 : Festival International Nature Cœur de France à Ainay le Vieil (Cher) : marines du Trégor-Goëlo, juin
- 2013 : création du "Café photo du Trégor-Goëlo" : rencontre mensuelle autour de la photo se déroulant dans un café du terroir.
- 2012 : Exposition à la Maison du Sillon à Pleubian (Côtes-d'Armor): Le Talbert entre ciel et mer - juin/juillet 2012
- 2011 : Exposition à l'agence du Crédit Mutuel de Paimpol : Lumières du Trégor-Goélo - juillet 2011
- 2007 : Les Algues, un jardin sous la mer, 11e Festival International de la Photo de Nature et Animalière de Montier en Der (Haute-Marne)
- 2007 : Directeur artistique du 2e Festival de la Photo de Montagne et de Nature de Pralognan la Vanoise.
- 2006 : Président du Jury du concours de la photo de Nature et de Montagne de Pralognan la Vanoise.
- 2005 : Membre du jury du concours international de la photo de Nature et Animalière de Montier en Der.
- 2004 : Intervenant externe en photographie à L’institut des Métiers du Livre de Grenoble en cycle licence.